# De Lutte

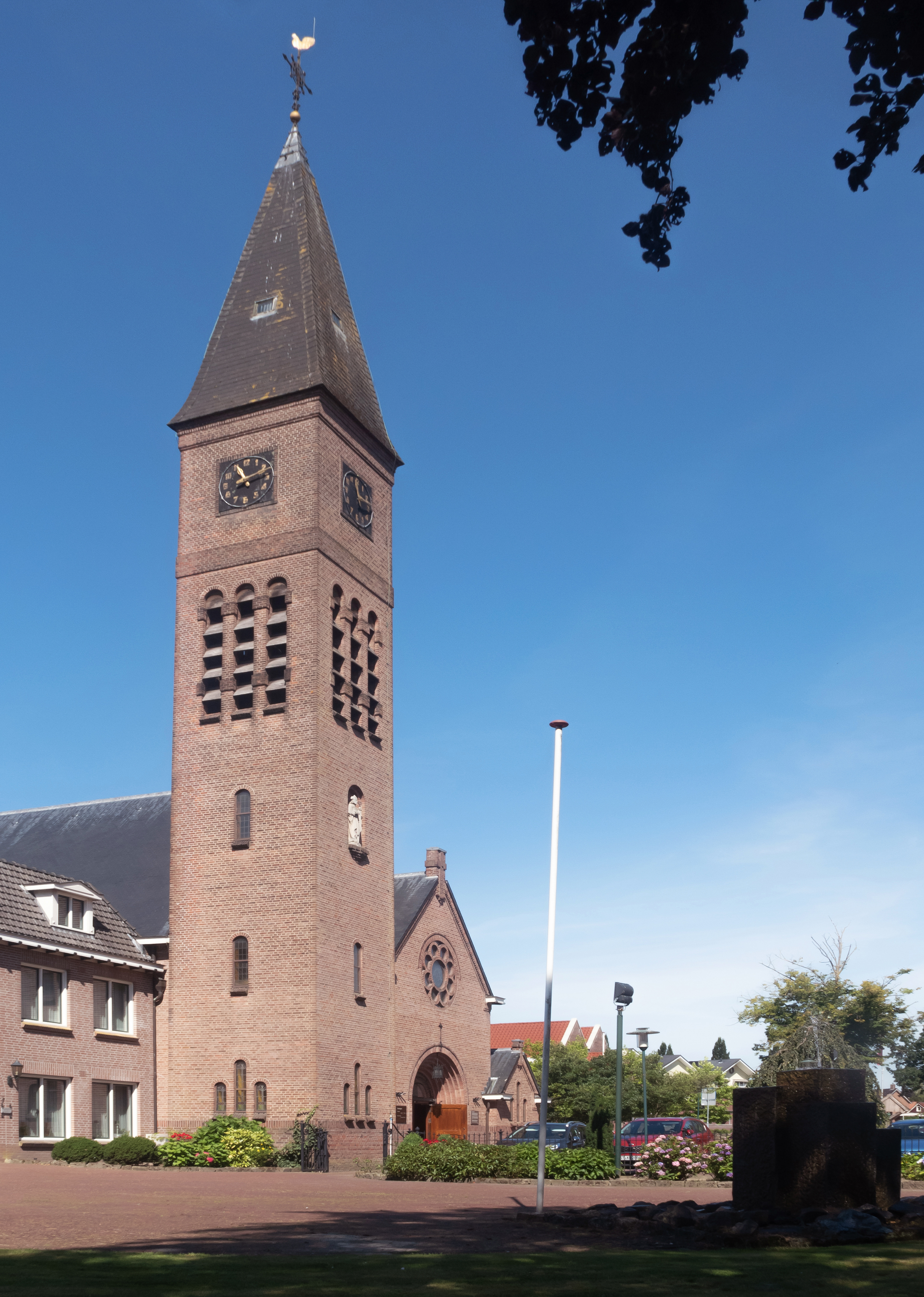
Kirche: die Plechelmuskerk

De Lutte ist eine kleine Ortschaft in der Gemeinde Losser in der niederländischen Provinz Overijssel. Die Gemeinde liegt östlich der Stadt Oldenzaal direkt an der Grenze zu Deutschland. Nachbarort des Grenzdorfs auf deutscher Seite ist Bad Bentheim. De Lutte zählte 2024 insgesamt 3.945 Einwohner.
De Lutte besteht fast nur aus Restaurants, Campingplätzen und kleinen Hotels. Der Ort liegt an der Autobahn A1 und an der Eisenbahnstrecke Hengelo–Bad Bentheim. Jedoch besitzt die Gemeinde keinen eigenen Bahnhof. 
Sehenswert sind Lutterzand, ein Sanddünen- und Waldgebiet, durch das die Dinkel fließt, sowie das Arboretum Poort-Bulten.
Zu überregionaler Bekanntheit ist De Lutte durch das alljährlich stattfindende Poas Bloas-Festival gelangt. Hier treffen sich jedes Jahr am Ostermontag bekannte Musik- und Blaskapellen aus egerländer, böhmischer und mährischer Stilrichtung zu einem musikalischen Frühschoppen der Extraklasse. 

## Persönlichkeiten
- Jesse Bosch (* 2000), Fußballspieler